# Rosa Weber
Rosa Weber (* 30. Oktober 1919 in Wien; † 24. Juli 1967 verunglückt am Großglockner) war eine österreichische Politikerin (SPÖ).

## Leben

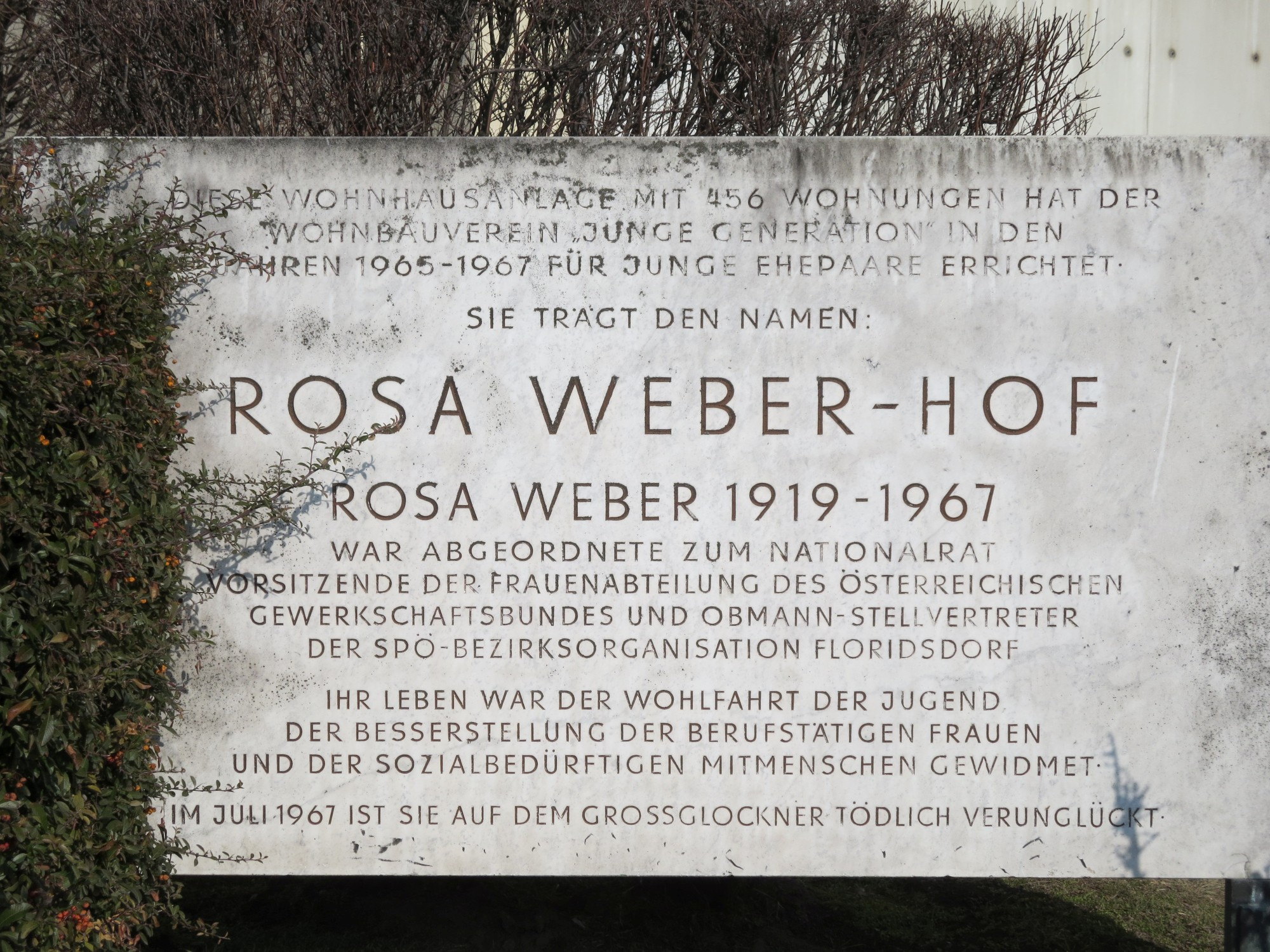
Rosa-Weber-Gedenktafel in der Wohnhausanlage Rosa-Weber-Hof in der Jedleseerstraße 98 in Wien-Floridsdorf

Die gelernte Buchhalterin Rosa Weber war von 1963 bis 1967 Frauenreferentin des ÖGB und gehörte von 1959 bis 1967 dem Nationalrat an, wo sie sich in zahlreichen Anträgen mit Familienlastenausgleich, Kinderbeihilfe, Umsatzsteuerreform und Arbeitslosenversicherung befasste.
Rosa Weber war auch Vorsitzende des „Vereins für Konsumenteninformation“ und von 1965 bis zu ihrem tragischen Tod Obmann-Stellvertreterin der SPÖ-Floridsdorf.

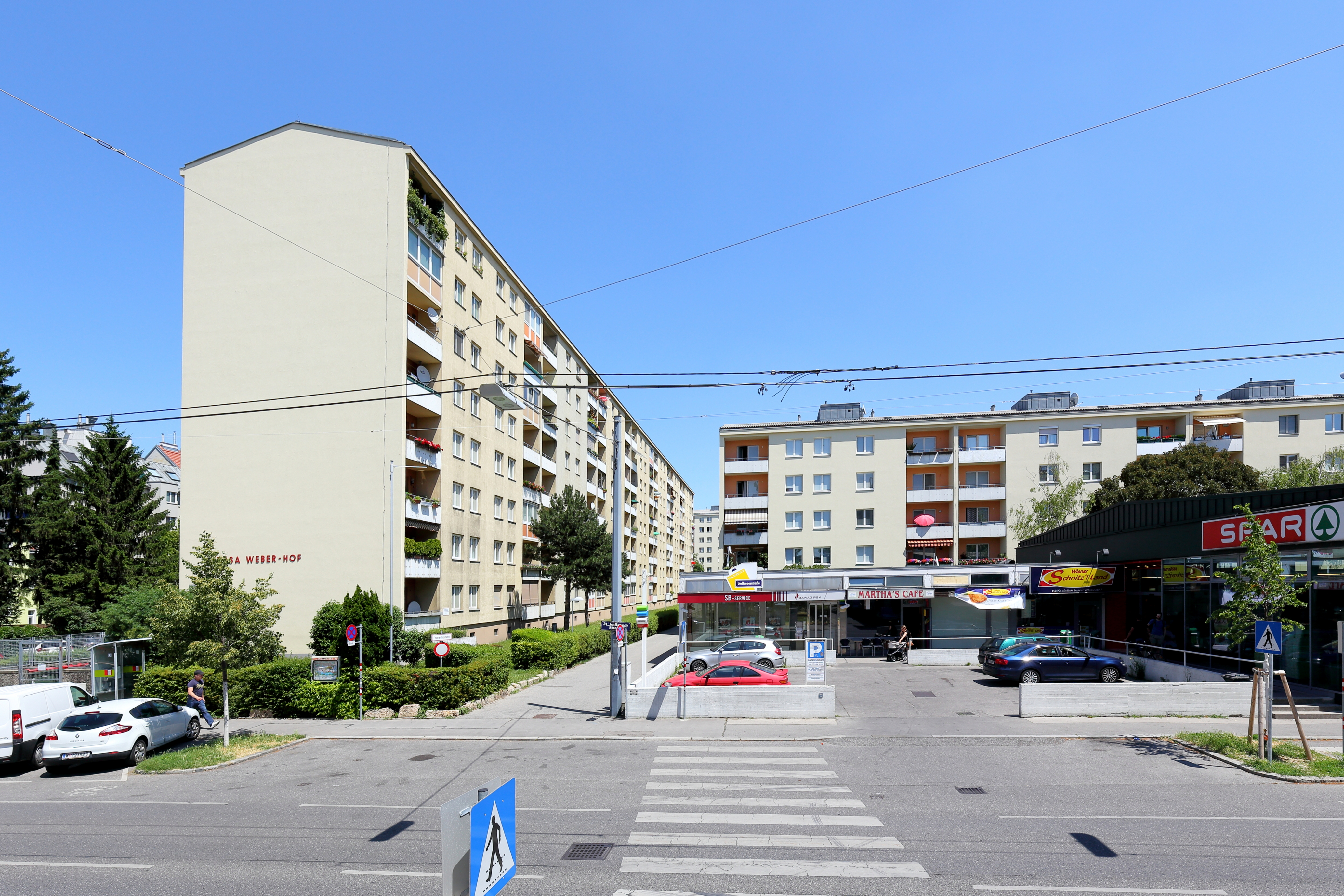
Die nach ihr benannte Wohnhausanlage in Floridsdorf

In Floridsdorf wurden die in den Jahren 1965 bis 1967 vom Wohnbauverein „Junge Generation“ errichtete Wohnhausanlage Rosa-Weber-Hof sowie 2011 der quer durch den Kleingartenverein Groß Jedlersdorf führende Rosa-Weber-Weg nach ihr benannt.